# Гитарные истории
«Гитарные истории» (англ. Guitar Stories) — альбом Юрия Наумова, впервые вышедший в Нидерландах в 2000 году. Релиз в России и США состоялся в 2001 году, в 2011 году альбом был переиздан лейблом «Выргород». За исключением песни «Петербургскому ангелу», состоит из инструментальных композиций.
Альбом записывался Наумовым в одиночку на протяжении 15 месяцев в домашней студии Nine Strings в Нью-Йорке. Он играл на 9-струнной акустической гитаре, клавишных, бас-гитаре, перкуссии, спел в песне «Петербургскому Ангелу», сам аранжировал и продюсировал, выполнил графический дизайн, запись и сведение.

## Критика
Критики отмечали лёгкость альбома для восприятия и его особое положение в творчестве Наумова: в то время как ключевые произведения автора помимо виртуозной гитарной игры содержат глубокомысленные тексты, почти полностью инструментальный альбом «Гитарные истории» состоит из «номеров», которыми Наумов обычно перемежает песни на концертах. Это делает альбом лёгким для восприятия, но не производит характерного впечатления. Помимо гитары, на альбоме использованы синтезаторы и драм-машина, что считается нетипичным для творчества Наумова.

## Список композиций
1. «Шкодный блюз» (Sneaky Blues) — 2:50
2. «Свингующая кошка» (Swinging Cat) — 3:41
3. «Вода» (Water) — 1:44
4. «Пинг-понг блюз» (Ping Pong Blues) — 4:44
5. «Октябрь» (October) — 4:27
6. «Ночной кабачок» (Night Pub) — 1:57
7. «Ночь на хайвее» (Night on the Highway) — 6:29
8. «Петербургскому ангелу» (To the Angel of St. Petersburg) — 5:16
9. «Уходя от погони» (Breaking from the Chase) — 2:25
10. «Декабрьским вечером у камина» (December Night by the Fireplace) — 4:29
11. «Нью-Йорк, 5-я авеню» (New York, 5th Avenue) — 4:35
12. «Апрельская ночь» (April Night) — 6:31

## Запись
- Микрофоны: Earthworks
- Струны: D’Addario, Ernie Ball
- Звукосниматели: Sunrise Pickup Systems, Dean Markley
- Микрофонные пред-усилители: Avalon Design, Oram Sonics
- Мониторы: Event Electronics
- A/D конвертор: Apogee Electronics
- Клавиши, секвенсор: Korg
- 24-битовый HD рекордер: Roland
- Аудио-обработка: Sonic Foundry, Cakewalk, Steinberg
- Аудио Plug-ins: Waves, Prosoniq